# 甘尼夫卡 (普里阿佐夫西克區)
46°50′33″N 36°2′5″E / 46.84250°N 36.03472°E
甘尼夫卡（烏克蘭語：Ганнівка）是位於烏克蘭東南部的村莊，由扎波羅熱州梅利托波爾區的新瓦西利夫卡市鎮負責管轄。該村距離普魯堅托韋4.5公里，始建於1862年，面積1.96平方公里，海拔高度32米，2001年人口700。